# Golfus de Roma (obra de teatre)
|  | Aquest article tracta sobre el musical. Si cerqueu la pel·lícula, vegeu «Golfus de Roma». |

Golfus de Roma (títol original en anglès: A Funny Thing Happened on the Way to the Forum; lit. ‘Una cosa divertida ha passat tot anant cap al fòrum’) és una obra de teatre musical, amb música i lletres de Stephen Sondheim i llibret de Burt Shevelove i Larry Gelbart.
Inspirat en les farses de l'escriptor romà Plaute (251-183 aC), i més concretament Pseudolus, Miles Gloriosus i Mostellaria, narra la història d'un esclau anomenat Pseudolus i els seus intents per aconseguir la llibertat ajudant al seu jove amo a tenir la noia de la casa del costat. L'obra usa molts elements clàssics de la farsa, incloent els jocs de paraules, les portes que s'obren i es tanquen a tota velocitat, casos de confusió d'identitats (sovint perquè els mateixos personatges es vesteixen com un altre) i comentaris satírics sobre les classes socials. El títol deriva de la frase usada sovint pels comediants del vodevil per començar una història: "una cosa divertida ha passat tot venint cap al teatre".
La versió original de Broadway guanyà diversos Premis Tony, incloent el de Millor Musical i Millor Llibret. S'ha reposat en diverses ocasions tant a Broadway com al West End, i se'n va fer una exitosa adaptació cinematogràfica.

## Argument
Prologus, juntament amb 3 actors anomenats els Proteics (que realitzaran un munt de papers durant la funció) ens donen la benvinguda ("Comedy Tonight"). Prologus ens anuncia que assistirem a una comèdia, mentre que la companyia apareix i prepara el decorat: un carrer de l'antiga Roma, on hi ha 3 cases; la primera pertany a Erronius, un vell curt de vista que es troba a l'estranger a la recerca dels seus fills, que van ser raptats de petits per uns pirates; la segona pertany a Lycus, un comprador i venedor de carn de noia jove; i la darrera pertany a Sènex, on viu amb la seva esposa Dòmina i el seu fill Eros, així com amb dos esclaus, Hysterium i Pseudolus.
Sènex i la seva esposa estan a punt de marxar a visitar a la mare d'ella, deixant al seu fill Eros a la cura de l'esclau en cap de la casa, Hysterium. A Hysterium se li ordena que mantingui a Eros ben allunyat de les noies, però tan bon punt queda sol, veiem que els seus plans són uns altres. ("Love, I Hear")
El soliloqui d'Eros és interromput per Pseudolus (abans Prologus), un dels esclaus de la casa el qual, per damunt de tot, vol ser lliure. Eros s'imagina enamorat d'una noia que ha vist a la casa de Lycus. Pseudolus s'ofereix a aconseguir-li la noia si Eros el fa lliure ("Free"). Lycus surt de casa seva i Pseudolus, amb els diners d'Eros, intenta comprar a la noia ("The House of Marcus Lycus"): una noia verge recent arribada de Creta, però que ja ha estat venuda al gran capità Miles Gloriosus, qui arribarà aquell mateix dia per recollir la jove. En Pseudolus no es rendeix, i convenç al crèdul Lycus que hi ha una plaga per tota Creta, i que l'única manera perquè la noia no l'encomani per tota la casa és deixar-la a casa de Sènex fins que arribi en Miles Gloriosus. Eros i Philia finalment es troben i, evidentment, s'enamoren ("I'm Lovely").
Hysterium torna, sorprenent la jove parella, però els deixa sols quan Pseudolus l'amenaça d'explicar a tothom que Hysterim té la col·lecció més extensa i variada de ceràmica eròtica de tota Roma. Pseudolus intenta arreglar la fugida d'Eros i Philia de Roma en vaixell ("Pretty Little Picture"); però Philia no vol trencar el seu contracte de cortesana, i només es quedarà amb Eros a la casa de Sènex fins a l'arribada del capità. Pseudolus marxa, advertint que quan torni trucarà tres vegades a la porta.
La següent idea de Pseudolus és donar a Philia una poció somnífera, de manera que el capità creurà que ha mort. Mentre que marxa a la recerca dels ingredients (incloent suor d'euga), Sènex torna... i truca 3 vegades a la porta. Philia respon, creient que és el capità i es llença als seus braços. Pseudolus torna, descobreix l'error i diu a Sènex que Philia és la nova minyona. Lògicament, Sènex està encantat ("Everybody Ought to Have a Maid").
Per tal de mantenir al seu fill ignorant de l'adulteri que cometrà, Sènex vol portar Philia a la casa buida d'Erronius. Pseudolus li llença per sobre el suor d'euga, i convenç a Sènex que primer hauria de banyar-se. Sènex assenteix, anant a casa d'Erronius, i deixa a Pseudolus calmant Hysterium, que ja es troba en ple atac d'histèria ("I'm Calm")
Però precisament en aquell moment arriba Erronius de la seva llarga recerca, tot i que sense els seus fills. Però desisteix d'entrar a casa seva quan sent cantar en Sènex i creu que es tracta d'un esperit. Pseudolus, a qui només li mancava aquest problema, es guanya la confiança d'Erronius i el convenç que per fer allunyar l'esperit, Erronius haurà de donar 7 voltes als 7 turons de Roma. Abans de marxar, Erronius explica a Pseudolus que volia reconèixer als seus fills mitjançant un anell amb uns ocells volant; però oblida l'anell en mans de Pseudolus en marxar, i aquest se'l posa.
Senex reapareix a casa d'Erronius, buscant a Hysterium perquè li prepari el bany. Al moment, es troba amb el seu fill, qui se sorprèn de la tornada del seu pare, i tots dos són distrets per Philia, que apareix al balcó de Sènex. Ambdós veuen la mirada que l'altre dirigeix a la noia, i ambdós conclouen que no pot ser ("Impossible"). Amb pare i fill separats, Pseudolus és assetjat per Lycus, que vol saber com està la noia. Mentre que Pseudolus li explica que està preparant una poció per curar-la, arriben els soldats de Miles Gloriosus advertint de la imminent arribada del capità; i mentre que Hysterium va a donar la poció a Philia, Pseudolus persuadeix a Lycus perquè porti la resta de cortesanes per donar la benvinguda al capità, mentre que ells dos intercanvien les personalitats. Miles Gloriosus fa la seva gran entrada ("Bring Me My Bride"); però Philia rebutja prendre la poció (la seva religió li prohibeix beure'n), i Pseudolus li diu al capità que la noia ha fugit. Miles està furiós i amenaça de matar Pseudolus. Aquest li demana pronunciar una darrera paraula. Més us val que sigui bona, li diu Miles. I és intermedi.
El segon acte comença amb Sènex resumint la situació. Pseudolus aconsegueix de Miles una hora per trobar la verge perduda, i mentre que Pseudolus marxa amb els soldats, li diu a Hysterium que amagui la noia al terrat de Sènex. Mentrestant, torna Dòmina que, després d'imaginar què fa el seu marit ("That Dirty Old Man") es troba amb Miles Gloriosus, que la pren per una nova cortesana. Amb les entrades i sortides multiplicant-se, Eros torna a per Philia, però es troba que ha rebutjat prendre's la poció i que segueix esperant el seu capità. Philia prova de consolar-lo, però encara el deixa més aixafat ("That'll Show Him").
Amb Philia incapaç d'ajudar, Pseudolus té una nova idea: Hysterium, vestit de noia, farà el paper de verge morta per complaure el capità. Hysterium està espantat, però els poders de persuasió de Pseuodolus fan el seu efecte ("Lovely – reprise – "); i per ajustar la disfressa, Pseudolus dona l'anell d'Erronius a Hysterium. Miles surt i rep les males notícies. Momentàniament, amb el cor trencat, insisteix en la realització d'un funeral en tota regla per a la verge morta ("Funeral Sequence"). En un principi l'engany funciona, però quan Miles insisteix a fer un petó de comiat al cadàver, Hysterium s'aixeca i fuig.
L'escena es transforma en un caos de persecució, en què intervenen tots els personatges, i que acaba amb Pseudolus i Hysterium presos i tota la resta de personatges al voltant. Erronius descobreix el seu anell perdut, i descobrim que els altres dos pertanyen a Miles i a Philia. En ser germans, òbviament no poden casar-se; i Philia, en haver nascut lliure, pot casar-se amb Eros al moment. Tots celebren més o menys el moment, i en especial Pseudolus, que finalment és lliure ("Comedy Tonight (finale)").

## Personatges
- Pseudolus: (en llatí, el nom significa "falsari") Un esclau romà, propietat d'Eros, que busca guanyar-se la llibertat ajudant el seu jove amo a guanyar el cor de Philia. Encara que escrit originalment com a rol masculí, també ha estat representat per actrius.
- Eros: jove fill de Sènex, que s'enamora de la verge, Philia.
- Philia: (del grec "amor", i homofònicament semblant al llatí "Filia", "filla") Una verge a la casa de Marcus Licus, i l'interès sentimental d'Eros.
- Sènex: (en llatí significa "home vell") Un senador romà calçasses i sardònic que viu en un barri romà poc distingit.
- Marcus Licus: Un proveïdor de cortesanes, que opera des de la casa a l'esquerra de la de Senex. (Nom basat en Lycus, el macarró del Poenulus de Plaute)
- Dòmina: (en llatí significa "amant") La dona d'en Sènex. Una dona manipuladora, de mal caràcter, que és odiada, fins i tot, pel seu marit.
- Erronius: (en llatí significa "errant") Un veí d'edat avançada que viu a la casa de la dreta de la d'en Sènex. Ha passat els últims vint anys a la recerca dels seus dos fills, segrestats en la infància per pirates.
- Gimnasos: (del grec "atlètic", amb la connotació de nuesa) Una cortesana de la casa de Licus de qui Pseudolus s'enamora.
- Miles Gloriosus: (en llatí significa "soldat fanfarró", l'arquetip del soldat fanfarró de les comèdies romanes) Un capità de l'exèrcit romà a qui Marcus Licus ha promès Philia.
- Hysterium: (en llatí "histèrica", o "ansietat", el sufix "-um" fa el nom neutre, i el gènere del personatge es confon sovint al llarg de la peça) El cap d'esclaus a la casa de Sènex.
- Tintinábula: (del llatí, "campanes") Una alegre cortesana de la casa de Licus.
- Vibrato: (en llatí "vibrant") Una cortesana apassionada i vibrant de la casa de Licus.
- Geminae: (del llatí, "bessons") Dues cortesanes bessones de la casa de Licus.
- Panacea: (del grec "cura tot") Una cortesana de la casa de Licus.
- Proteics: Cantors que exerceixen múltiples funcions (esclaus, ciutadans, soldats i eunucs). Acompanyen Pseudolus a "Aquesta nit la comèdia". A Broadway, tres persones interpretaven tots aquests papers.

## Cançons
- "Comedy Tonight" — Pseudolus i Companyia
- "Love, I Hear" — Hero
- "Free" — Pseudolus i Hero
- "The House of Marcus Lycus" — Lycus i Pseudolus
- "Lovely" — Philia and Hero
- "Pretty Little Picture" — Pseudolus, Hero, i Philia
- "Everybody Ought to Have a Maid" — Pseudolus, Senex, Lycus, i Hysterium
- "I'm Calm" — Hysterium
- "Impossible" — Senex i Hero
- "Bring Me My Bride" — Miles Gloriosus i Companyia
- "That Dirty Old Man" — Domina
- "That'll Show Him" — Philia
- "Lovely" (reprise) — Pseudolus i Hysterium
- "Funeral Sequence" — Pseudolus, Miles Gloriosus i Companyia
- "Finale" — Companyia

En un inici, la cançó "Love is in the Air" era el número introductori; però finalment es va retirar de l'espectacle i va ser substituïda per ""Comedy Tonight"". Posteriorment, la cançó seria interpretada per Robin Williams i Christine Baranski a la pel·lícula The Birdcage (1996).

## Repartiments
| Personatge      | Broadway'64     | Broadway'72        | Broadway'96)     | Actor (BCN)       | Barcelona'2022 |
| --------------- | --------------- | ------------------ | ---------------- | ----------------- | -------------- |
| Pseudolus       | Zero Mostel     | Phil Silvers       | Nathan Lane      | Javier Gurruchaga | Jordi Bosch    |
| Hysterium       | Jack Gilford    | Larry Blyden       | Mark Linn-Baker  | Vicente Diez      | Frank Capdet   |
| Senex           | David Burns     | Lew Parker         | Lewis J. Stadlen | Lorenzo Valverde  | Roger Julià    |
| Domina          | Ruth Kobart     | Lizabeth Pritchett | Mary Testa       | Vicky Peña        | Mercè Martínez |
| Hero            | Brian Davies    | John Hansen        | Jim Stanek       | Pep Molina        | Eloi Gómez     |
| Philia          | Preshy Marker   | Pamela Hall        | Jessica Boevers  | Mònica López      | Ana San Martín |
| Marcus Lycus    | John Carradine  | Carl Ballantine    | Ernie Sabella    | Ricard Borras     | Meritxell Duró |
| Erronius        | Raymond Walburn | Reginald Owen      | William Duell    | Félix Rotaeta     | OriolO         |
| Miles Gloriosus | Ron Holgate     | Carl Lindstrom     | Cris Groenendaal | Jordi Boixaderas  | Victor Arbelo  |

## Produccions

### Producció original de Broadway
A Funny Thing Happened on the Way to the Forum s'estrenà el 8 de maig de 1962 a l'Alvin Theatre, produïda per Hal Prince i dirigida per George Abbott, i es representà en 964 ocasions.
Els creadors de l'espectacle volien a Phil Silvers pel personatge principal de Pseudolus, però ell rebutjà perquè hauria d'actuar sense les ulleres, i la seva visió era tan escassa que temia que cauria al forat de l'orquestra. Per tant, van triar a Milton Berle, fins que l'elecció final va caure en Zero Mostel.
Durant la gira de rodatge pre-Broadway, l'espectacle no funcionava gaire bé. El director i coreògraf Jerome Robbins va col·laborar amb Abbott i Prince per fer alguns canvis. El principal canvi va ser una nova introducció per substituir "Love is in the air" per presentar l'espectacle com una comèdia obscena i salvatge. Stephen Sondheim creà la cançó "Comedy Tonight", i a partir d'aquell moment, l'espectacle va ser un èxit.
Juntament amb Mostel, el musical presentava a diversos veterans com Jack Gilford (un amic de Mostel i que també havia aparegut a les llistes negres), David Burns, John Carradine, Ruth Kobart i Raymond Walburn. Els joves amants eren interpretats per Brian Davies i Preshy Marker.
L'espectacle guanyà diversos Premis Tony: millor musical, millor actor de repartiment (Burns), millor llibret i millor director. La banda sonora (amb Sondheim escrivint tant la lletra com la música per primera vegada) va ser ben rebuda, tot i que ni tan sols va rebre una nominació.

### Produccions al West End
L'espectacle s'ha interpretat en 3 ocasions al West End londinenc. La producció de 1963 i el revival de 1986 van ser interpretats al Strand Theatre i al Piccadilly Theatre, respectivament, i presentaven a Frankie Howerd com "Pseudolus", Kenneth Connor com "Hysterium", 'Monsewer' Eddie Gray com "Senex", Jon Pertwee com "Marcus Lycus" i Leon Greene com "Miles Gloriosus". El 2004 va representar-se en un nou revival limitat al Royal National Theatre ambDesmond Barrit com Pseudolus, Philip Quast com Miles Gloriosus, Hamish McColl com Hysterium i Isla Blair com Domina (qui havia interpretat prèviament a Philia a la producció de 1963).

### Adaptació cinematogràfica
De l'obra teatral es va fer una adaptació cinematogràfica el 1966, en format musical, dirigida per Richard Lester, amb Zero Mostel i Jack Gilford recreant els seus papers de Broadway, Leon Greene el seu Miles de Londres i Phil Silvers amb un expandit paper de Lycus. David Burns no tornà al paper de Senex, que va ser interpretat per Michael Horden. Michael Crawford interpretà al jove Hero, i el veterà Buster Keaton interpretà a Erronius.

### Revivals a Broadway
El 1972 es va realitzar un revival a Broadway ben rebut per la crítica, dirigit pel coautor Burt Shevelove i protagonitzat per Phil Silvers com "Pseudolus" (seguit després per Tom Poston al paper), Lew Parker com "Senex" i Reginald Owen com "Erronius". Va ser co-produïda per Larry Blyden, que interpretava a Hysterium. Van caure dues cançons de l'espectacle, i se n'afegiren dues de noves: Echo Song (cantada per Hero i Philia) i Farewell (cantada per Domina mentre que ella i Senex marxen a l'inici de l'espectacle). S'interpretà en 156 ocasions, però va haver de tancar-se poc després que Phil Silvers patís un infart. Silvers i Blyden van guanyar el Tony.
El 1996 arribà un nou revival, protagonitzat per Nathan Lane com Pseudolus (substituït posteriorment per Whoopi Goldberg i també per David Alan Grier), Mark Linn-Baker com "Hysterium", Ernie Sabella com "Lycus", Lewis J. Stadlen com "Senex" i Cris Groenendaal com "Miles Gloriosus". La producció, dirigida per Jerry Zaks, es representà en 715 funcions. Lane guanya el Tony.
Curiosament, tots els actors que han estrenat el paper de Pseudolus a Broadway (Zero Mostel, Phil Silvers i Nathan Lane) han guanyat el Premi Tony a Millor Actor per la seva actuació. A més, Jason Alexander, que interpretà a Pseudolus en una escena de Jerome Robbins' Broadway, també guanyà el Tony per Millor Actor de Musical.

### Producció a Barcelona
L'any 2022 Daniel Anglès va estrenar una producció en català del musical al Teatre Condal de Barcelona, amb la direcció musical de Xavier Mestres i la interpretació de Jordi Bosch (Pseudolus), Roger Julià (Senex), Mercè Martínez (Domina), Eloi Gómez (Eros), Frank Capdet (Hysterium), Meritxell Duró (M. Lycus), Ana San Martín (Philia), Víctor Arbelo (Miles), OriolO (Erronius), Mireia Morera (Proteica), Sergi Espina (Proteic), Javi Vélez (Proteic), Sonia Navarro (Tintinabula), Oriol Casas (Panacea), Maria Perera (Geminae), Eduard Marcet (Geminae), Andreu Mauri (Vibrata), Curro Ávila (Gymnasia), Jofre Baiget (Trompus) Mireia Pla / Adriana Alsina (Cellorium), Xavi Sánchez (Bassus), Albert Niñerola (Trompetex), Elena Troyano (Truccatora), Xavier Mestres (Maestrum), Ernest Fuster (Swingus), Gara Roda (Swingex)

## Premis i nominacions
Premis Tony 1963
- Premi Tony al millor musical - Guanyador
- Premi Tony al millor llibret de musical - Burt Shevelove i Larry Gelbart Guanyador
- Premi Tony al millor actor de musical (Zero Mostel) - Guanyador
- Premi Tony al millor actor de repartiment de musical (Jack Gilford)
- Premi Tony al millor actor de repartiment de musical (David Burns) - Guanyador
- Premi Tony a la millor actriu de repartiment de musical (Ruth Kobart)
- Premi Tony al millor productor de musical (Harold Prince) - Guanyador
- Premi Tony a la millor direcció de musical (George Abbott) - Guanyador

Premis Tony 1972
- Premi Tony al millor actor de musical (Phil Silvers) - Guanyador
- Premi Tony al millor actor de repartiment de musical (Larry Blyden) - Guanyador
- Premi Tony a la millor direcció de musical (Burt Shevelove) - Guanyador

Premis Tony 1996
- Premi Tony al millor revival de musical
- Premi Tony al millor actor de musical (Nathan Lane) - Guanyador
- Premi Tony al millor actor de repartiment de musical (Lewis J. Stadlen)
- Premi Tony a la millor direcció de musical (Jerry Zaks)